# Slammiversary (2025)
Slammiversary (2025) – gala wrestlingu organizowana przez amerykańską federację Total Nonstop Action Wrestling (TNA), która była nadawana na żywo w systemie pay-per-view i za pośrednictwem platform TNA+ oraz Triller TV. Odbyła się 20 lipca 2025 w UBS Arena w Elmont w stanie Nowy Jork. Była to dwudziesta pierwsza gala z cyklu Slammiversary, a zarazem trzecie per-per-view TNA w 2025. W wydarzeniu wzieli również udział wrestlerzy z brandu NXT WWE.
Podczas gali rozegrano dziesięć walk, w tym trzy na pre-show. W walce wieczoru, Trick Williams pokonał Joe Hendry’ego i Mike’a Santanę w three-way matchu, aby zachować TNA World Championship. W innych ważnych walkach, Jacy Jayne z NXT pokonała Mashę Slamovich z TNA w Winner Takes All matchu, aby zachować NXT Women’s Championship i wygrać TNA Knockouts World Championship, Leon Slater pokonał Moose’a, aby wygrać TNA X Division Championship, a The Hardys (Jeff Hardy i Matt Hardy) pokonali poprzednich mistrzów The Nemeths (Nica Nemetha i Ryana Nemetha), The Rascalz (Myrona Reeda i Zachary’ego Wentza) oraz Fir$t Cla$$ (A. J. Francisem i KC Navarro) w Four-way tag team ladder matchu, aby wygrać TNA World Tag Team Championship. W wydarzeniu wystąpili również TNA Hall of Famer Bully Ray oraz legenda TNA i obecny wrestler WWE AJ Styles.

## Tło
4 grudnia 2024, TNA ogłosiło, że Slammiversary odbędzie się 20 lipca 2025 w UBS Arena w Elmont w stanie Nowy Jork.

## Rywalizacje
Slammiversary oferowało walki wrestlingu z udziałem różnych zawodników na podstawie przygotowanych wcześniej scenariuszy i rywalizacji, które są realizowane podczas cotygodniowych odcinków programu Impact!. Wrestlerzy odgrywają role pozytywnych (face) lub negatywnych bohaterów (heel), którzy rywalizują pomiędzy sobą w seriach walk mających budować napięcie.

### Pojedynek o TNA World Championship
Na NXT Battleground, Trick Williams pokonał Joe Hendry’ego, aby wygrać TNA World Championship, oznaczając nie tylko pierwszy raz, gdy mistrzostwo TNA zmieniło właściciela na wydarzeniu wyprodukowanym przez WWE, ale także pierwszy raz, gdy wrestler zakontraktowany przez WWE posiadał mistrzostwo TNA. Od tego czasu Williams zdyskredytował dziedzictwo TNA i obiecał ukształtować firmę zgodnie ze swoją wizją, nazywając ją "TrickNA", jednocześnie występując w ograniczonym zakresie. Bronił również tytułu mistrza świata przed rywalami zarówno z TNA, jak i NXT w telewizji NXT, takimi jak Mike Santana i Josh Briggs. Jednak po tej ostatniej obronie Williams został zaatakowany przez Hendry'ego i wysłany do ucieczki. Dwa dni później w odcinku TNA Impact! z 26 czerwca Hendry wygłaszał promo do tłumu, zanim przerwał mu dyrektor TNA Authority Santino Marella, który poinformował Hendry’ego, że otrzyma rewanż za TNA World Championship przeciwko Williamsowi na Slammiversary. Jednak później tej nocy Santana, po pokonaniu A. J. Francisa w street fightcie, zażądał dodania go do pojedynku, biorąc pod uwagę, jak w jego poprzedniej próbie w NXT Fir$t Cla$$ (Francis i KC Navarro) zostali w to wmieszani. Marella ogłosił za pośrednictwem mediów społecznościowych cztery dni później, że Santana weźmie udział w walce o tytuł mistrza świata na Slammiversary, oficjalnie czyniąc go three-way matchem.

### Pojedynek o TNA X Division Championship
Na Against All Odds, Leon Slater, The Hardys (Jeff Hardy i Matt Hardy) oraz The Home Town Man zmierzyli się z The System (Brianem Myersem, Eddiem Edwardsem, JDC i TNA X Division Championem Moosem) w eight-man tag team matchu. Ten pierwszy zespół ostatecznie zapewnił sobie zwycięstwo, a Slater przypiął Moose’a, stawiając go w walce o tytuł X Division. W związku z tym w kolejnym odcinku TNA Impact! Santino Marella ogłosił, że Moose będzie bronił tytułu przeciwko Slaterowi na Slammiversary.

### Mustafa Ali vs. Cedric Alexander
Po przegranej z Mike’iem Santaną w Falls Count Anywhere matchu na Rebellion, Mustafa Ali rozpoczął spiralę upadku, w której stał się bardziej agresywny w walkach - w niektórych nawet nie brał udziału - jednocześnie znęcając się werbalnie, a nawet fizycznie nad swoim gabinetem Order 4 (Tasha Steelz i The Great Hands (John Skyler i Jason Hotch)). W międzyczasie Steelz dzwoniła do nieznanej osoby, która potencjalnie mogła wyprostować Alego. Napięcie w stajni doprowadziło do pojedynku pomiędzy Alim i Hotchem na Against All Odds, który Ali wygrał zaciekle. Później Ali skonfrontował się ze Skylerem za próbę ochrony Hotcha, a kiedy próbował okazać szacunek Hotchowi, odmówił i odszedł. Kiedy szczyt na odcinku TNA Impact! z 26 czerwca nie rozwiązał sprawy, Ali zmierzył się ze Skylerem w walce "Call to Arms" w następnym tygodniu, gdzie obaj mężczyźni rozpoczęli walkę z jedną ręką przywiązaną do lin. Obaj użyli nożyczek, aby się uwolnić, ale Ali ostatecznie okazał się zwycięzcą. Jednakże, wciąż wściekły niesubordynacją swojego gabinetu, Ali przygotował się do uderzenia Skylera stalowym krzesłem, zanim skonfrontował się z nim stary rywal Cedric Alexander. W następnym tygodniu, Alexander i Ali spotkali się na ringu, a ten pierwszy potwierdził, że Steelz zadzwoniła do niego, aby przemówić Alemu do rozsądku z powodu jego wcześniejszego zachowania. Ali odrzucił ofertę, zazdrosny o sukces Alexandra jego kosztem i za przyćmienie go w ich dawnej rywalizacji. Ali wyzwał Alexandra na pojedynek na Slammiversary, który Alexander wkrótce zaakceptował.

### Pojedynek o TNA Knockouts World Tag Team Championship
Na Countdown to Against All Odds pre-show, The IInspiration (Cassie Lee i Jessica McKay) powróciły do TNA po trzech latach, konfrontując się z TNA Knockouts World Tag Team Championkami The Elegance Brand (Ash by Elegance, Heather by Elegance i M by Elegance) po ich walce, jednocześnie wyjaśniając swoje zamiary dotyczące tytułu. Po kilku tygodniach wzajemnego zwiadu, obie drużyny wzieły udział w battle royalu o przyszłą walkę o TNA Knockouts World Championship. Wydawało się, że wszyscy członkowie obu drużyn zostali wyeliminowani przez większość pola, ale okazało się, że Ash przetoczyła się pod linami podczas bójki, co oznaczało, że nie została wyeliminowana. Ukrywając się przez większość walki, Ash wygrała po jednoczesnym wyeliminowaniu Indi Hartwell i Tessy Blanchard. Napięcia pomiędzy The Elegance Brand i The IInspiration trwały nadal, ponieważ po gali, zgodnie z mediami społecznościowymi, widziano, jak pierwsza drużyna zakłóca sesję spotkania i powitania drugiej, zanim doszło do krótkiej sprzeczki. W następnym tygodniu TNA ogłosiło, że The IInspiration rzuci wyzwanie Ash i Heather by Elegance o TNA Knockouts World Tag Team Championship na Slammiversary.

### Pojedynek o TNA Knockouts World Championship i NXT Women’s Championship
Po zwycięstwie Ash by Elegance w battle royalu, która dała jej walkę o TNA Knockouts World Championship, została skonfrontowana z mistrzynią Mashą Slamovich, tylko po to, by oboje zostali zaskoczeni przez NXT Women’s Championkę Jacy Jayne. W następnym tygodniu, 3 lipca, po tym, jak Slamovich zachowała swój tytuł przeciwko Killer Kelly w chain matchu, wpadła w zasadzkę Fatal Influence z NXT (Jayne, Fallon Henley i Jazmyn Nyx). Później w programie Santino Marella i jego córka, łączniczka TNA-NXT Arianna Grace, ogłosili walkę Title vs. Title match zarówno o TNA Knockouts World Championship, jak i NXT Women’s Championship, który odbędzie się na Slammiversary; Slamovich zmierzy się z Jayne o oba tytuły podczas wydarzenia.

### Ropebreakers (Zilla Fatu, Real 1 i Josh Bishop) vs. Steve Maclin, Jake Something i Mance Warner
10 lipca podczas TNA Impact! wyemitowano winietę opłaconą przez 4th Rope Wrestling Westside Gunna i Smoke DZA. W winiecie pojawił się 4th Rope Flyweight Champion Real 1 (dawniej Enzo Amore w WWE) omawiający możliwość pojawienia się na Slammiversary, ponieważ odbywa się on w jego rodzinnym regionie Tri-State. Zostało to potwierdzone w następnym tygodniu w innej winiecie 4th Rope, ponieważ Real1 zadeklarował, że zabierze ze sobą również 4th Rope Heavyweight Championa Zillę Fatu i "biskupa" na wydarzenie. Wkrótce pojawiło się promo od TNA International Championa Steve’a Maclina, który oświadczył, że będzie walczył z każdym zapaśnikiem z dowolnej firmy, który przyjedzie do TNA. TNA ogłosi następnie, że Maclin połączy siły z Jake Somethingem i Mance Warnerem, aby zmierzyć się z Real1, Fatu i Joshem Bishopem w six-man tag team matchu podczas Countdown to Slammiversary pre-show.

### Matt Cardona i The System (Brian Myers, Eddie Edwards i JDC) vs. DarkState (Dion Lennox, Osiris Griffin, Saquon Shugars i Cutler James)
Frakcja NXT DarkState (Dion Lennox, Osiris Griffin, Saquon Shugars i Cutler James) zadebiutowała w TNA 3 lipca na odcinku TNA Impact! atakując Matta Cardonę po jego walce z Eddiem Edwardsem; Cardona pokonał Edwardsa z powodu niezamierzonej ingerencji kolegi Eddiego z System i wieloletniego przyjaciela Cardony, Briana Myersa. W następnym tygodniu, Cardona przyszedł do The System po pomoc przeciwko DarkState, ale został wyśmiany przez większość grupy, podczas gdy Myers wyglądał na niezdecydowanego. Następnie, w odcinku NXT z 15 lipca, DarkState zmierzyło się z Joe Hendrym, Mikem Santaną i Trickiem Williamsem w ssix-man tag team matchu, który zakończył się bez rezultatu po tym, jak The System (Myers, Edwards i JDC) wyłonili się, by zaatakować tych pierwszych. Dwa dni później na TNA Impact! potwierdzono, że Cardona połączy siły z The System w eight-man tag team matchu przeciwko DarkState na Slammiversary.

### Powrót AJ Stylesa do TNA
15 lipca prezes TNA Carlos Silva napisał na X, że na Slammiversary będzie więcej miejsc, podkreślając jednocześnie, że będzie to "fenomenalna" noc w historii TNA[30]. Dwa dni później, pod koniec TNA Impact! odtworzono zwiastun z klipami AJ Stylesa w TNA, wraz z kufrem zawierającym sprzęt Stylesa, zanim na końcu pokazano baner Slammiversary. TNA ostatecznie potwierdziło następnego dnia, że Styles, który obecnie walczy dla WWE, powróci do TNA na Slammiversary, oznaczając ponad dekadę od jego ostatniego występu dla firmy.

## Wyniki walk
| Nr                                                                   | Wyniki | Stypulacje                                                                           | Czas  |
| -------------------------------------------------------------------- | --- | ------------------------------------------------------------------------------------ | ----- |
| 1P                                                                   | The Elegance Brand (Ash by Elegance i Heather by Elegance) (c) (z M by Elegance i The Personal Conciergem) pokonała The IInspiration (Cassie Lee i Jessicę McKay) poprzez pinfall             | Tag team match o TNA Knockouts World Tag Team Championship                           | 8:30  |
| 2P                                                                   | The Home Town Man pokonał Erica Younga (z Judasem Icarusem i Travisem Williamsem) poprzez pinfall                                                                                             | Singles match                                                                        | 4:10  |
| 3P                                                                   | Ropebreakers (Zilla Fatu, Real 1 i Josh Bishop) pokonali Jake’a Somethinga, Steve’a Maclina i Mance’a Warnera (z Steph De Lander) poprzez pinfall                                             | Six-man tag team match                                                               | 3:00  |
| 4                                                                    | Mustafa Ali (z Jasonem Hotchem, Johnem Skylerem i Tashą Steelz) pokonał Cedrica Alexandera poprzez pinfall                                                                                    | Singles match                                                                        | 14:30 |
| 5                                                                    | Matt Cardona i The System (Brian Myers, Eddie Edwards i JDC) (z Alishą Edwards) pokonali Darkstate (Diona Lennoxa, Osirisa Griffina, Saquona Shugarsa i Cutlera Jamesa) poprzez pinfall       | Eight-man tag team match                                                             | 6:45  |
| 6                                                                    | Indi Hartwell pokonała Tessę Blanchard (z Victorią Crawford) poprzez pinfall | Singles match                                                                        | 15:30 |
| 7                                                                    | Jacy Jayne (NXT) pokonała Mashę Slamovich (TNA) poprzez pinfall | Winner Takes All match o TNA Knockouts World Championship i NXT Women’s Championship | 12:45 |
| 8                                                                    | Leon Slater pokonał Moose’a (c) poprzez pinfall | Singles match o TNA X Division Championship                                          | 15:00 |
| 9                                                                    | The Hardys (Jeff Hardy i Matt Hardy) pokonali The Nemeths (Nica Nemetha i Ryana Nemetha) (c), The Rascalz (Myrona Reeda i Zachary’ego Wentza) oraz Fir$t Cla$$ (A. J. Francisem i KC Navarro) | Four-way tag team ladder match o TNA World Tag Team Championship                     | 17:30 |
| 10                                                                   | Trick Williams (c) pokonał Joe Hendry’ego i Mike’a Santanę poprzez pinfall | Three-way match o TNA World Championship                                             | 13:15 |
| (c) – mistrz/mistrzyni przed walkąP – walka miała miejsce w pre-show | |                                                                                      |       |